# Grammy Award for Best Music Film
Der Grammy Award for Best Music Film (bis 2013 bekannt als Best Long Form Music Video)  ist ein Musikpreis, der seit 1984 unter wechselnden Bezeichnungen bei den jährlich stattfindenden Grammy Awards verliehen wird. Ausgezeichnet werden Musikfilme, wobei der Preis gegenüber dem Grammy Award for Best Music Video für Musikvideos einzelner Songs abgegrenzt wird.

## Hintergrund und Geschichte
Die seit 1958 verliehenen Grammy Awards (eigentlich Grammophone Awards) werden jährlich in zahlreichen Kategorien von der National Academy of Recording Arts and Sciences (NARAS) in den Vereinigten Staaten von Amerika vergeben, um “honor artistic achievement, technical proficiency and overall excellence in the recording industry, without regard to album sales or chart position” (deutsch: „künstlerische Leistung, technische Kompetenz und hervorragende Gesamtleistung ohne Rücksicht auf die Album-Verkäufe oder Chart-Position zu ehren.“)
Der Grammy Award for Best Music Film wurde 1984 als Best Video Album neben dem Grammy Award for Best Music Video als einer von zwei Nachfolgern des 1982 und 1983 vergebenen Grammy Award for Video of the Year eingeführt und wechselte seitdem mehrfach seinen Namen:
- Best Video Album (1984–1985)
- Best Music Video, Long Form (1986–1997)
- Best Long Form Music Video (1998–2013)
- Best Music Film (seit 2014)[3]

Er wird vergeben an Darsteller, Regisseure und Produzenten von qualitativ hochwertigen längeren Musikvideos und Musikfilmen, darunter Dokumentar- und Konzertfilmen. 1988 und 1989 wurden die Kriterien für diese Kategorie verändert und der Preis wurde in zwei Kategorien als  Best Concept Music Video und Best Performance Music Video vergeben. 1990 wurde die ursprüngliche Form wieder hergestellt. Vorausgesetzt werden mindestens 51 % Musikanteil der darstellenden Künstler.
Der Preis wurde je zweimal an die Musiker Madonna und Sting vergeben, die diesen Preis als Darsteller damit am häufigsten bekamen; Madonna war insgesamt viermal nominiert. Der Regisseur David Mallet ist der einzige Regisseur, der den Preis ebenfalls zweimal erhielt. Am häufigsten nominiert, ohne den Preis erhalten zu haben, waren die Eurythmics mit drei Nominierungen.

## Gewinner und Nominierte
In den Jahren 1984 und 1985 wurden nur die Darsteller mit dem Preis ausgezeichnet. 1986 wurde dann neben den Künstlern auch der Regisseur und seit 1987 auch die Produzenten ausgezeichnet.
| Jahr                 | Werk                                                             | Preisträger | Weitere Nominierte | Bild                                     |
| -------------------- | ---------------------------------------------------------------- | --- | --- | ---------------------------------------- |
| 1984                 | Duran Duran                                                      | Duran Duran | - Alice Cooper – Alice Cooper: The Nightmare - Grace Jones – A One Man Show - Olivia Newton-John – Olivia in Concert - The Rolling Stones – Let’s Spend the Night Together | Duran Duran, 2005                        |
| 1985                 | Making Michael Jackson’s Thriller                                | Michael Jackson | - David Bowie – Moonlight - Devo – We’re All Devo - Eurythmics – Sweet Dreams (Are Made of This) - Billy Joel – Billy Joel Live from Long Island - The Cars – Heartbeat City | Michael Jackson, 1984                    |
| 1986                 | Huey Lewis & The News: The Heart of Rock & Roll                  | Huey Lewis and the News Regisseur: Bruce Gowers | - Prince and The Revolution – Prince and the Revolution: Live - The Police – The Police Synchronicity Concert - Tina Turner – Tina Live - Wham! – Wham! The Video | Huey Lewis and the News, 2006            |
| 1987                 | Bring on the Night                                               | Sting Regisseur: Michael Apted Produzent: Sting | - Artists United Against Apartheid – Sun City - Frank Sinatra – Frank Sinatra: Portrait of an Album - Pete Townshend – Pete Townshend: White City - The Music Movie - Yes – 9012Live | Sting, 2009                              |
| 1988                 | nicht vergeben                                                   | | |                                          |
| 1989                 | nicht vergeben                                                   | | |                                          |
| 1990                 | Rhythm Nation 1814                                               | Janet Jackson Regisseure: Dominic Sena, Jonathan Dayton & Valerie Faris Produzenten: Aris McGarry, Jonathan Dayton & Valerie Faris                 | - Eurythmics – Savage - Michael Jackson – Moonwalker - New Kids on the Block – Hangin’ Tough - Pink Floyd – In Concert: Delicate Sound of Thunder | Janet Jackson, 2006                      |
| 1991                 | Please Hammer, Don’t Hurt 'Em: The Movie                         | MC Hammer Regisseur: Rupert Wainwright Produzent: John Oetjen                                                                                      | - Leonard Bernstein – Bernstein in Berlin Beethoven: Symphony No. 9 - Phil Collins – The Singles Collection - Eurythmics – We Too Are One - The Who – Live: Featuring the Rock Opera "Tommy" | MC Hammer, 2008                          |
| 1992                 | Madonna: Live! – Blond Ambition World Tour 90                    | Madonna Regisseure: David Mallet Mark "Aldo" Miceli Produzent: Anthony Eaton                                                                       | - Peter Gabriel – PoV – Point of View (P.O.V.) - Billy Joel – Live at Yankee Stadium - Lifers Group – World Tour Rahway Prison, That’s It - Sinéad O’Connor – Year of the Horse |                                          |
| 1993                 | Diva                                                             | Annie Lennox Regisseur: Sophie Muller Produzent: Rob Small                                                                                         | - Gwar – Phallus in Wonderland - Hammer – Hammerin' Home - Public Enemy – The Enemy Strikes Live - Swiss Radio Symphony – Classic Visions 5: Gershwin, D’Albert, Strauss, Honegger | Annie Lennox, 1986                       |
| 1994                 | Ten Summoner’s Tales                                             | Sting Regisseur: Doug Nichol Produzent: Julie Fong                                                                                                 | - Canadian Brass – Canadian Brass: Home Movies - Miles Davis und Quincy Jones – Miles and Quincy Live at Montreux - Daniel Lanois – Rocky World - Tangerine Dream – Three Phase - Travis Tritt – A Celebration: A Musical Tribute to the Spirit of the Disable American Veteran | Sting, 2006                              |
| 1995                 | Zoo TV: Live from Sydney                                         | U2 Regisseur: David Mallet Produzenten: Ned O’Hanlon, Rocky Oldham                                                                                 | - Claudio Abbado – A Prokofiev Fantasy with Peter and the Wolf - Depeche Mode – Devotional - Charles Dutoit – Ravel: Bolero; Mussogsky: Pictures at an Exhibition - Madonna – The Girlie Show – Live Down Under | U2, 2005                                 |
| 1996                 | Secret World Live                                                | Peter Gabriel Regisseur: François Girard Produzent: Robert Warr                                                                                    | - Kate Bush – The Line, the Cross & the Curve - Cirque du Soleil – Saltimbanco - Charles Dutoit & The Montreal Symphony Orchestra – The Planets - Green Jelly – 333 - James McMurtry – Where'd You Hide the Body | Peter Gabriel, 2004                      |
| 1997                 | The Beatles Anthology                                            | The Beatles Regisseure: Bob Smeaton, Geoff Wonfor Produzenten: Chips Chipperfield, Neil Aspinall                                                   | - Reinbert de Leeuw – Satie & Suzanne - Bon Jovi – Live from London - Oingo Boingo – Farewell: Live from the Universal Amphitheatre - Bruce Springsteen – Blood Brothers | Paul McCartney und George Harrison, 1964 |
| 1998                 | Jagged Little Pill, Live                                         | Alanis Morissette Regisseure: Alanis Morissette Steve Purcell Produzenten: Alanis Morissette, David May, Glen Ballard & Steve Purcell              | - Blind Melon – Letters from a Porcupine - Orquestra Was – Forever’s a Long, Long Time - Tina Turner – Live in Amsterdam: Wildest Dreams Tour - Various Artists – Blue Note: A Story of Modern Jazz | Alanis Morissette, …                     |
| 1999                 | American Masters: Lou Reed: Rock & Roll Heart                    | Lou Reed Regisseur: Timothy Greenfield-Sanders Produzenten: Karen Bernstein, Susan Lacy, Tamar Hacker, Timothy Greenfield-Sanders                  | - Fastball – They Wanted the Highway - Yo-Yo Ma – Inspired by Bach: Six Gestures - No. 6 - Scott Rockenfield und Paul Speer featuring Sir Mix-A-Lott – TeleVoid - Various Artists – Robert Altman’s Jazz '34: Remembrances of Kansas City Swing | Lou Reed, 2008                           |
| 2000                 | Band of Gypsys: Live at Fillmore East                            | Jimi Hendrix Regisseur: Bob Smeaton Produzenten: Chips Chipperfield & Neil Aspinall                                                                | - Asleep at the Wheel – The Making of 'Ride With Bob’ - Gloria Estefan – Don’t Stop - Radiohead – Meeting People Is Easy - U2 – PopMart: Live from Mexico City | Jimi Hendrix, 1967                       |
| 2001                 | Gimme Some Truth: The Making of John Lennon’s Imagine Album      | John Lennon Regisseur: Andrew Solt Produzenten: Andrew Solt, Greg Vines, Leslie Tong & Yoko Ono                                                    | - Ella Fitzgerald – American Masters: Ella Fitzgerald – Something to Live For - Willie Nelson – Teatro - The Beach Boys – Endless Harmony - Various Artists – The Art of Piano: Great Pianists of the 20th Century | John Lennon und Yoko Ono                 |
| 2002                 | Recording The Producers: A Musical Romp with Mel Brooks          | Mel Brooks Regisseur: Susan Froemke Produzenten: Peter Gelb & Susan Froemke                                                                        | - Bob Marley – Rebel Music: The Bob Marley Story - Freddie Mercury – Freddie Mercury: The Untold Story - Moby – Play: The DVD | Mel Brooks, 1984                         |
| 2003                 | The Clash: Westway to the World                                  | The Clash Regisseur: Don Letts | - Nappy Roots – The World According to Nappy - 1 Giant Leap – 1 Giant Leap - Various Artists – Welcome to the Club: The Women of Rockabilly - Robbie Williams – Live at the Albert | The Clash, 1980                          |
| 2004                 | Legend                                                           | Sam Cooke Produzenten: Mary Wharton, Mick Gochanour & Robin Klein                                                                                  | - Gorillaz – Phase One: Celebrity Take Down - Various Artists – Leonard Bernstein: Trouble in Tahiti - Various artists – The American Folk Blues Festival 1962-1966, Volume 1 - Muddy Waters – American Masters: Muddy Waters: Can’t Be Satisfied |                                          |
| 2005                 | Concert for George                                               | Various Artists Regisseur: David Leland Produzenten: Jon Kamen, Olivia Harrison & Ray Cooper                                                       | - John Adams & London Symphony Orchestra – John Adams: The Death of Klinghoffer - Coldplay – Coldplay Live 2003 - Various Artists – Martin Scorsese Presents: The Blues - A Music Journey - Various artists – Tom Dowd & The Language of Music |                                          |
| 2006                 | No Direction Home                                                | Bob Dylan Regisseur: Martin Scorsese Produzenten: Anthony Wall, Jeff Rosen, Margaret Bodde, Martin Scorsese, Nigel Sinclair, Susan Lacy            | - R. Kelly – Trapped in the Closet - Ramones – End of the Century: The Story of the Ramones - Bruce Springsteen – Devils & Dust - Brian Wilson – Brian Wilson Presents Smile | Martin Scorsese, …                       |
| 2007                 | Wings for Wheels: The Making of Born to Run                      | Bruce Springsteen Regisseur: Thom Zimny Produzent: Thom Zimny                                                                                      | - Terence Blanchard – Flow: Living in the Stream of Music - Death Cab for Cutie – Directions: The Plans Video Album - Gorillaz – Demon Days: Live in Manchester - Madonna – I’m Going to Tell You a Secret | Bruce Springsteen, …                     |
| 2008                 | The Confessions Tour: Live from London                           | Madonna Regisseur: Jonas Åkerlund Produzenten: David May, Sara Martin                                                                              | - Dierks Bentley – Live & Loud at the Fillmore - R. Kelly – Trapped in the Closet Chapters 13–22 - Kenny Wayne Shepherd – 10 Days Out: Blues from the Backroads - Various Artists – The Songs of the New Cuban Underground | Madonna, 2006                            |
| 2009                 | Runnin' Down a Dream                                             | Tom Petty and the Heartbreakers Regisseur: Peter Bogdanovich Produzenten: George Drakoulias & Skot Bright                                          | - John Mayer – Where The Light Is: Live in Los Angeles - Rihanna – Good Girl Gone Bad Live - Various Artists – Great Performances: Respect Yourself: The Stax Records Story - The Who – Amazing Journey: The Story of The Who | Peter Bogdanovich, …                     |
| 2010                 | The Beatles Love – All Together Now                              | Various artists Regisseur: Adrian Wills Produzenten: Jonathan Clyde, Martin Bolduc                                                                 | - Chris Botti – In Boston - Johnny Cash – Johnny Cash’s America - Anita O’Day – Anita O’Day: The Life of a Jazz Singer - Keith Urban – Love, Pain & The Whole Crazy World Tour Live |                                          |
| 2011                 | When You’re Strange: A Film About The Doors                      | The Doors Regisseur: Tom DiCillo Produzenten: Dick Wolf, Jeff Jampol, John Beug, Peter Jankowski                                                   | - Blur – No Distance Left to Run - Arif Mardin – The Greatest Ears in Town: The Arif Mardin Story - Rush – Rush: Beyond the Lighted Stage - The White Stripes – Under Great White Northern Lights | The Doors, 1968                          |
| 2012                 | Back and Forth                                                   | Foo Fighters Regisseur: James Moll Produzenten: James Moll, Nigel Sinclair                                                                         | - Beyoncé – I Am... World Tour - Kings of Leon – Talihina Sky: The Story of Kings of Leon - A Tribe Called Quest – Beats, Rhymes & Life: The Travels of a Tribe Called Quest - TV on the Radio – Nine Types of Light | Foo Fighters, 2009                       |
| 2013                 | Big Easy Express                                                 | Mumford & Sons, Edward Sharpe & The Magnetic Zeros & Old Crow Medicine Show Regisseur: Emmett Malloy Produzenten: Bryan Ling, Mike Luba, Tim Lynch | - Sade – Bring Me Home - Live 2011 - Esperanza Spalding – Radio Music Society - Tegan & Sara – Get Along - U2 – From the Sky Down | Mumford & Sons, 2009                     |
| 2014                 | Live Kisses                                                      | Paul McCartney Regisseur: Jonas Åkerlund | - Coldplay – Live 2012 - Green Day – ¡Cuatro! - Ben Harper & Charlie Musselwhite – I’m In I’m Out and I’m Gone: The Making of Get Up! - Mumford & Sons – The Road to Red Rocks | Paul McCartney, 2010                     |
| 2015                 | 20 Feet from Stardom                                             | Darlene Love, Merry Clayton, Lisa Fischer & Judith Hill Regisseur: Morgan Neville Produzenten: Gil Friesen & Caitrin Rogers                        | - Beyoncé & Jay-Z – Beyoncé & Jay-Z: On the Run Tour (Regie: Jonas Åkerlund; Produzent: Svana Gisla) - Coldplay – Ghost Stories (Regie: Paul Dugdale; Produzent: Jim Parsons) - Metallica – Metallica Through the Never (Regie: Nimród Antal; Produzenten: Adam Ellison, Charlotte Huggins) - Pink – The Truth About Love Tour: Live from Melbourne (Regie: Larn Poland; Produzent: Roger Davies) | Darlene Love, 2013                       |
| 2016                 | Amy                                                              | Amy Winehouse | - James Brown – Mr Dynamite: The Rise of James Brown - Foo Fighters – Sonic Highways - Nina Simone – What Happened, Miss Simone? - Roger Waters – The Wall |                                          |
| 2017                 | The Beatles: Eight Days a Week – The Touring Years               | The Beatles | - Steve Aoki – I’ll Sleep When I’m Dead - Beyoncé – Lemonade - Yo-Yo Ma und The Silk Road Ensemble – The Music of Strangers - Verschiedene Künstler – American Saturday Night: Live from the Grand Ole Opry |                                          |
| 2018                 | The Defiant Ones                                                 | Verschiedene Künstler | - Nick Cave and the Bad Seeds – One More Time with Feeling - Grateful Dead – Long Strange Trip - Verschiedene Künstler – Soundbreaking - Verschiedene Künstler – Two Trains Runnin |                                          |
| 2019                 | Quincy                                                           | Quincy Jones | - Eric Clapton – Life in 12 Bars - Whitney Houston – Whitney - Itzhak Perlman – Itzhak - Verschiedene Künstler – Elvis Presley: The King |                                          |
| 2020                 | Homecoming                                                       | Beyoncé | - David Crosby: Remember My Name – David Crosby (A.J. Eaton, Videoregisseur; Cameron Crowe, Michele Farinola & Greg Mariotti, Videoproduzenten) - Birth of the Cool – Miles Davis (Stanley Nelson, Videoregisseur; Nicole London, Videoproduzent) - Shangri-La – verschiedene Künstler (Morgan Neville, Videoregisseur; Emma Baiada, Videoproduzent) - Anima – Thom Yorke (Paul Thomas Anderson, Videoregisseur; Paul Thomas Anderson, Erica Frauman & Sara Murphy, Videoproduzenten) |                                          |
| 2021                 | Linda Ronstadt: The Sound of My Voice                            | Linda Ronstadt (Regie: Rob Epstein, Jeffrey Friedman; Produzenten: Michele Farinola, James Keach)                                                  | - Beastie Boys Story – Beastie Boys (Regie: Spike Jonze; Produzenten: Amanda Adelson, Jason Baum, Spike Jonze) - Black Is King – Beyoncé (Regie: Emmanuel Adjei, Blitz Bazawule, Beyoncé Knowles-Carter, Kwasi Fordjour; Produzenten: Lauren Baker, Akin Omotoso, Nathan Scherrer, Jeremy Sullivan, Erinn Williams) - We Are Freestyle Love Supreme – Freestyle Love Supreme (Regie: Andrew Fried; Produzenten: Andrew Fried, Jill Furman, Thomas Kail, Lin-Manuel Miranda, Sarina Roma, Jenny Steingart, Jon Steingart) - That Little Ol’ Band from Texas – ZZ Top (Regie: Sam Dunn; Produzent: Scot McFadyen) |                                          |
| 2022                 | Summer of Soul (…Or, When the Revolution Could Not Be Televised) | Verschiedene Interpreten (Regie: Amir Thompson; Produzenten: David Dinerstein, Robert Fyvolent, Joseph Patel)                                      | - Inside von Bo Burnham (Regie: Bo Burnham; Produzent: Josh Senior) - David Byrne’s American Utopia von David Byrne (Regie: Spike Lee; Produzent: David Byrne, Spike Lee) - Happier Than Ever: A Love Letter to Los Angeles von Billie Eilish (Regie: Patrick Osborne, Robert Rodriguez) - Music, Money, Madness ... Jimi Hendrix in Maui von Jimi Hendrix (Regie: John McDermott; Produzenten: Janie Hendrix, John McDermott, George Scott) |                                          |
| 2023                 | Jazz Fest: A New Orleans Story                                   | Verschiedene Interpreten (Regie: Frank Marshall, Ryan Suffern; Produzenten: Frank Marshall, Sean Stuart, Ryan Suffern)                             | - Adele One Night Only von Adele (Regie: Paul Dugdale) - Our World von Justin Bieber (Regie: Michael D. Ratner; Produzenten: Kfir Goldberg, Andy Mininger, Scott Ratner) - Billie Eilish Live at the O2 von Billie Eilish (Regie: Sam Wrench; Produzenten: Michelle An, Tom Colbourne, Chelsea Dodson, Billie Eilish) - Motomami (Rosalía Tiktok Live Performance) von Rosalía (Regie: Ferrán Echegaray, Rosalía Vila Tobella, Stillz) - A Band a Brotherhood a Barn von Neil Young & Crazy Horse (Regie: Dhlovelife; Produzent: Gary Ward)                                                                     |                                          |
| 2024 4. Februar 2024 | Moonage Daydream                                                 | David Bowie (Regie: Brett Morgan; Produzent: Brett Morgan)                                                                                         | - How I’m Feeling Now von Lewis Capaldi (Regie: Joe Pearlman; Produzenten: Sam Bridger, Isabel Davis, Alice Rhodes) - Live from Paris, the Big Steppers Tour von Kendrick Lamar (Regie: Mike Carson, Dave Free, Mark Ritchie; Produzenten: Cornell Brown, Debra Davis, Jared Heinke, Jamie Rabineau) - I Am Everything von Little Richard (Regie: Lisa Cortés; Produzenten: Caryn Capotosto, Lisa Cortés, Robert Friedman, Liz Yale Marsh) - Dear Mama von Tupac Shakur (Regie: Allen Hughes; Produzenten: Joshua Garcia, Loren Gomez, James Jenkins, Stef Smith)                                               | David Bowie, 2006                        |
| 2025 2. Februar 2025 | American Symphony                                                | Jon Batiste (Regie: Matthew Heineman; Produzenten: Lauren Domino, Matthew Heineman, Joedan Okun)                                                   | - June (über June Carter Cash) (Regie: Kristen Vaurio; Produzenten: Josh Matas, Sarah Olson, Jason Owen, Mary Robertson, Kristen Vaurio) - Kings from Queens von Run DMC (Regie: Kirk Fraser; Produzent: William H. Masterson III) - Stevie Van Zandt: Disciple von Steven Van Zandt (Regie: Bill Teck; Produzenten: Robert Cotto, David Fisher, Bill Teck) - The Greatest Night in Pop von verschiedenen Interpreten (Regie: Bao Nguyen; Produzenten: Bruce Eskowitz, George Hencken, Larry Klein, Julia Nottingham, Lionel Richie, Harriet Sternberg)                                                         |                                          |